# 후쿠이랍토르
후쿠이랍토르(Fukuiraptor)는 중생대 백악기 전기(약 1억 1,800만년 전~1억년 전), 오늘날 아시아 대륙에서 서식한 2족 보행의 육식공룡이다. 학명은 화석이 발견된 일본의 후쿠이(福井)지명에서 유래되었고, '후쿠이의 약탈자'라는 뜻을 갖고 있다. 용반류-수각아목-네오베나토르과에 속하는 종이다. 전체 몸 길이는 약 4.2m, 체중은 200kg정도 되었을 것으로 추정된다.